# Hans Lippold
Hans Lippold (* 25. November 1932 in Drognitz, Kreis Saalfeld; † 7. Juli 1980 in Jena) war ein deutscher Botaniker und geografischer Forscher. Er war Kustos am Herbarium Haussknecht der Friedrich-Schiller-Universität Jena.

## Leben und Werk
Hans Lippold wurde als sechstes von sieben Kindern des Postschaffners Willy Lippold und dessen Ehefrau Helene geboren. Von 1939 bis 1947 besuchte er die achtklassige Volksschule und begann anschließend eine Lehre als Gärtner in Kahla, nun in der DDR. 1950 fand er eine erste Anstellung als Gärtner im Botanischen Garten in Jena, wo er sich einem Kreis junger, botanisch interessierter Kollegen anschloss. Gemeinsam mit ihnen und mit Studenten und Botanikern unternahm er Exkursionen in den gesamten, damals für ihn erreichbaren, Ostblock. Weitere wichtige der Expeditionen führten ihn nach Zentralamerika und Kuba.
Noch während der Arbeit an der Ahorn-Monographie wechselte er 1964 vom Botanischen Garten an das Herbarium Haussknecht, wo er zunächst wissenschaftlicher Assistent, Wissenschaftlicher Mitarbeiter und schließlich Kustos wurde. Er hat für das Herbarium Haussknecht eine umfangreiche, 2.500.000 Nummern umfassende, Pflanzensammlung, sowie eine vielbeachtete Fachbibliothek zusammengetragen. Nach seinem Tod übernahm die Universität 1982 auch die Privatbibliothek Lippolds.
Weitere Teile seiner Sammlung befinden sich im Jardín botánico Nacional de Cuba in Havanna.
Sein botanisches Autorenkürzel lautet „Lippold“.
1968 wurde er mit der Arbeit Die Ahorn-Arten aus der Sektion: Platanoidea PAX in Europa und Vorderasien in Jena promoviert. Lippold war verheiratet, aus der Ehe gingen drei Kinder hervor.

## Veröffentlichungen
- Die Ahorn-Arten aus der Sektion Platanoidea PAX in Europa und Vorderasien. 1968 (Dissertation)
- Neue Arten aus der Flora Cubas (Nuevas Especies de la Flora de Cuba). Herbarium Haussknecht, Sektion Biologie der Friedrich-Schiller-Universität, Jena 1974

## Ehrungen als Namensgeber
- (Celastraceae) Cassine lippoldii (Bisse) Borhidi[2]
- (Fabaceae) Melilotus lippoldianus LOWE[3]
- (Lentibulariaceae) Pinguicula lippoldii CASPER[4][5]
- (Theophrastaceae) Bonellia lippoldii (Lepper) B.Ståhl & Källersjö[6]